# ビリー・ボブ・ソーントン
ビリー・ボブ・ソーントン（Billy Bob Thornton, 1955年8月4日 - ）は、アメリカ合衆国の俳優、映画監督、脚本家、ミュージシャン。アーカンソー州出身。

## 来歴
高校教師の父親と自称サイキッカーの母親との間に、アーカンソー州に生まれる。野球が上手く、カンザスシティ・ロイヤルズへ入団しようとしたこともあったが、怪我のため夢は叶わなかった。その後、地元のヘンダーソン州立大学へ進学して心理学を専攻するが、わずか2学期で中退。1980年代に入ると、芸能界を目指して友人のトム・エッパーソンと共にロサンゼルスに移り住む。
俳優としてデビューする前はドラマーまたシンガーとしてバンド活動をしていたが、俳優になるためにロサンゼルスで演技を学び始めた。ロサンゼルスでの下積み時代はかなり過酷なものだったらしく、金欠のためにじゃがいもオンリーの食事を続けたせいで心臓発作を起こしたこともある。しかし、電話勧誘販売や風力発電会社の作業員、ファーストフード店員としてバイトしながら、オーディションを重ねた。ファーストフード店員をしていた頃に、客として映画監督のビリー・ワイルダーが来店し、ワイルダーから「脚本を書け」とアドバイスされて執筆したものが後の『スリング・ブレイド』で見事アカデミー賞を獲得した。
1980年代から小さな役で映画に出演しはじめる。1992年、トム・エッパーソンと共に脚本も書いた『運命の引き金』で主演も務め、注目されるようになる。1996年、監督・脚本・主演を務めたインデペンデント映画『スリング・ブレイド』がヒット、アカデミー脚色賞を受賞した。また『シンプル・プラン』では第71回アカデミー賞の助演男優賞にノミネートされた。

### 私生活
1978年から1980年までMelissa Lee Gatlinと結婚し娘を一人もうけている。
1986年に女優のトニ・ローレンスと結婚したが、1988年に離婚。1990年から1992年まで女優のシンダ・ウィリアムズと結婚。1993年にはプレイボーイ・モデルのPietra Dawn Cherniakと結婚し息子をふたりもうけるが1997年に離婚。
1997年から1999年までは女優のローラ・ダーンと交際し婚約までするが後に解消。
1999年の『狂っちゃいないぜ』で共演したアンジェリーナ・ジョリーとは2000年に結婚。2002年にカンボジアから養子を迎えることを公表したが、後にアンジェリーナ・ジョリーのみ親権を持つ形であることが明らかになった。2003年に離婚。また映画のプロモーションでの公式な来日はないが、2001年当時に妻であったアンジェリーナ・ジョリーの主演作『トゥームレイダー』のプロモーションに夫婦で来日。その際には東京国際フォーラムで開催されたジャパンプレミアにも出席してアツアツぶりを見せた。だが記者会見翌日にアメリカ同時多発テロ事件が起きたことで、二人の滞在は予定よりも延びた。
2003年以降は特殊メイクアップ・アーティストのConnie Anglandと交際し、娘をひとりもうけている。長い交際期間を経て、2014年10月22日にロサンゼルスの自宅でプライベートな結婚式を挙げたことを代理人が2015年2月21日に発表した。

### 音楽活動
俳優として活躍する傍ら、ミュージシャンとしての活動も有名で、『ザ・ボックスマスターズ』というバンドを率いている。
2009年、自身が所属するバンドのプロモーションでカナダを訪れた際に地元CBCラジオの音楽番組に出演。番組の冒頭でDJがソーントンを紹介する際に、ミュージシャンとしてではなく「アカデミー賞受賞脚本家で映画俳優の‐」と紹介したことがソーントンの機嫌を損ね、それから番組最後まで明らかに不貞腐れた態度を取った。さらにはソーントンが発したカナダ国民への非難の言葉でカナダ国民の反感を買い、予定されていた2つのライブ公演がキャンセルになる事態にまでなる。そのことは米国内において突如“俳優引退宣言”を発したホアキン・フェニックスの奇行と肩を並べる行為として紹介された。その際の映像がYouTubeで公開されると、150万回を超すアクセス数にまで達した。

### 発言
自分の意見を主張することは大事なことではあるが、TwitterやFacebookといったソーシャル・メディアは人間を「底抜けのばか」にしていると述べている。

## フィルモグラフィ

### 映画
| 年   | 題名                                                | 役名                         | 備考                                                                                              | 吹き替え               |
| ---- | --------------------------------------------------- | ---------------------------- | ------------------------------------------------------------------------------------------------- | ---------------------- |
| 1989 | メタルアマゾネス Chopper Chicks in Zombietown       | トミー                       |                                                                                                   |                        |
| 1992 | 運命の引き金 One False Move                         | レイ・マルコム               | 兼 共同脚本                                                                                       |                        |
| 1993 | トラブル・バウンド/復讐の銃弾 Trouble Bound         | コールドフェイス             |                                                                                                   |                        |
| 1993 | ブラッド・イン ブラッド・アウト Bound by Honor      | ライトニング                 | TBA                                                                                               |                        |
| 1993 | キリング・ボックス Grey Knight                      | ラングストン                 |                                                                                                   |                        |
| 1993 | 幸福の条件 Indecent Proposal                        | 旅行者                       | TBA                                                                                               |                        |
| 1993 | トゥームストーン Tombstone                          | ジョニー・テイラー           | 塩屋浩三                                                                                          |                        |
| 1994 | カッティング・エッジ Floundering                    |                              | TBA                                                                                               |                        |
| 1994 | 沈黙の要塞 On Deadly Ground                         | ホーマー・カールトン         | 仲野裕（ソフト版） 中村雄一（テレビ朝日版）                                                       |                        |
| 1995 | デッドマン Dead Man                                 | ビッグ・ジョージ             | TBA（VHS版）                                                                                      |                        |
| 1995 | ファミリー/再会のとき A Family Thing                |                              | 脚本                                                                                              |                        |
| 1996 | スリング・ブレイド Sling Blade                      | カール                       | 監督・脚本・主演 アカデミー賞脚色賞受賞                                                           | 山本龍二               |
| 1997 | Uターン U Turn                                      | ダレル                       |                                                                                                   | 玄田哲章               |
| 1998 | パーフェクト・カップル Primary Colors               | リチャード                   | 秋元羊介                                                                                          |                        |
| 1998 | ワイルド・スモーカーズ Homegrown                    | ジャック・マースデン         |                                                                                                   |                        |
| 1998 | アルマゲドン Armageddon                             | ダン・トルーマン             | 堀部隆一（ソフト版） 池田勝（フジテレビ版） 岩崎ひろし（日本テレビ版） 岩崎ひろし（テレビ朝日版） |                        |
| 1998 | シンプル・プラン A Simple Plan                      | ジェイコブ                   | 牛山茂                                                                                            |                        |
| 1998 | キング・オブ・ザ・ヒル King of the Hill             |                              | 声の出演                                                                                          | TBA                    |
| 1999 | 狂っちゃいないぜ Pushing Tin                        | ラッセル・ベル               |                                                                                                   | 小山力也               |
| 1999 | もののけ姫 Princess Mononoke                        | ジコ坊                       | 声の出演                                                                                          | 小林薫（原語版の声優） |
| 2000 | すべての美しい馬 All the Pretty Horses              | N/A                          | 監督                                                                                              | N/A                    |
| 2000 | ギフト The Gift                                     | N/A                          | 脚本                                                                                              | N/A                    |
| 2000 | ワイルド ガン South of Heaven, West of Hell         | ブリッグ・スモールズ         |                                                                                                   |                        |
| 2001 | チョコレート Monster's Ball                         | ハンク・グロトウスキ         | 磯部勉                                                                                            |                        |
| 2001 | バーバー The Man Who Wasn't There                   | エド・クレイン               | 原康義                                                                                            |                        |
| 2001 | バンディッツ Bandits                                | テリー・コリンズ             | 原康義（ソフト版） 大塚芳忠（日本テレビ版）                                                       |                        |
| 2002 | ジャスティス The Badge                              | ダール・ハードウィック保安官 |                                                                                                   |                        |
| 2003 | 最高の人生 Levity                                   | マニュアル・ジョーダン       | 田中正彦                                                                                          |                        |
| 2003 | ディボース・ショウ Intolerable Cruelty              | ハワード・D・ドイル          | 原康義                                                                                            |                        |
| 2003 | ラブ・アクチュアリー Love Actually                  | アメリカ合衆国大統領         | 原康義                                                                                            |                        |
| 2003 | バッドサンタ Bad Santa                              | ウィリー                     | 磯部勉                                                                                            |                        |
| 2004 | プライド 栄光への絆 Friday Night Light              | ゲイリー・ゲインズ           | 野島昭生                                                                                          |                        |
| 2004 | アラモ The Alamo                                    | デヴィー・クロケット         | 野島昭生                                                                                          |                        |
| 2005 | がんばれベアーズ ニューシーズン Bad News Bears      | モリス・バターメイカー       | 原康義                                                                                            |                        |
| 2005 | アイス・ハーヴェスト 氷の収穫 The Ice Harvest       | ヴィク・キャヴァナー         | 水内清光                                                                                          |                        |
| 2006 | 恋愛ルーキーズ School for Scoundrels                | ドクター・P                  | 岩崎ひろし                                                                                        |                        |
| 2006 | 庭から昇ったロケット雲 The Astronaut Farmer         | チャーリー・ファーマー       | 原康義                                                                                            |                        |
| 2007 | Mr.ウッドコック -史上最悪の体育教師- Mr. Woodcock   | ジャスパー・ウッドコック     | 中村秀利                                                                                          |                        |
| 2008 | イーグル・アイ Eagle Eye                            | トーマス・モーガン           | 原康義                                                                                            |                        |
| 2008 | インフォーマーズ セックスと偽りの日々 The Informers | ウィリアム・スローン         | （吹き替え版なし）                                                                                |                        |
| 2009 | The Smell of Success                                | パトリック                   | N/A                                                                                               |                        |
| 2010 | ファースター 怒りの銃弾 Faster                      | 警官                         | 原康義                                                                                            |                        |
| 2011 | 長ぐつをはいたネコ Puss in Boots                    | ジャック                     | 声の出演                                                                                          | 辻親八                 |
| 2012 | ギャングバスターズ The Baytown Outlaws              | カルロス・ライマン           |                                                                                                   | 森田順平               |
| 2013 | パークランド ケネディ暗殺、真実の4日間 Parkland     | フォレスト・ソレルス         | 山岸治雄                                                                                          |                        |
| 2014 | ジャッジ 裁かれる判事 The Judge                     | ドワイト・ディッカム         | 中村秀利                                                                                          |                        |
| 2014 | カットバンク Cut Bank                               | スタン・スティーリー         | 宮健一                                                                                            |                        |
| 2015 | 選挙の勝ち方教えます Our Brand Is Crisis            | パット・キャンディ           | 家中宏                                                                                            |                        |
| 2016 | アメリカン・レポーター Whiskey Tango Foxtrot        | ホラネック将軍               | 原康義                                                                                            |                        |
| 2016 | バッドサンタ2 Bad Santa 2                           | ウィリー                     | TBA                                                                                               |                        |
| 2018 | ロンドン・フィールズ London Fields                  | サムソン・ヤング             | （吹き替えなし）                                                                                  |                        |
| 2022 | グレイマン The Gray man                             | ドナルド・フィッツロイ       | Netflixオリジナル映画                                                                             | 原康義                 |

### テレビドラマ
| 年        | 題名                                                         | 役名                 | 役割                 | 備考                       | 吹替     |
| --------- | ------------------------------------------------------------ | -------------------- | -------------------- | -------------------------- | -------- |
| 2014      | FARGO/ファーゴ Fargo                                         | ローン・マルヴォ     | 出演                 |                            | 山路和弘 |
| 2014      | ビッグバン★セオリー ギークなボクらの恋愛法則 Big Bang Theory | ローヴィス           | 出演                 | TBA                        |          |
| 2016-2021 | 弁護士ビリー・マクブライド Goliath                           | ビリー・マクブライド | 出演・監督           | 計1話監督                  | 小形満   |
| 2021      | 1883                                                         | ジム・カートライト   | 出演・原案           | Paramount+オリジナルドラマ | TBA      |
| 2022      | タルサ・キング Tulsa King                                    | N/A                  | ショーランナー・原案 | Paramount+オリジナルドラマ | N/A      |
| 2024      | ランドマン Landman                                           | トミー・ノリス       | 出演                 | Paramount+オリジナルドラマ | 家中宏   |